# ITF Caldas da Rainha
Das ITF Caldas da Rainha (offiziell: Caldas da Rainha Ladies Open, vormals Portugal Ladies Open und Oeste Ladies Open) ist ein Tennisturnier der ITF Women’s World Tennis Tour, das in Caldas da Rainha, Portugal ausgetragen wird.

## Siegerliste

### Einzel
| Jahr                 | Siegerin            | Finalgegnerin         | Ergebnis        |
| -------------------- | ------------------- | --------------------- | --------------- |
| ↓ Kategorie: W60 ↓   |                     |                       |                 |
| 2019                 | Isabella Schinikowa | Natalija Stevanović   | 6:3, 2:0 aufgg. |
| 2020                 | abgesagt            | abgesagt              | abgesagt        |
| ↓ Kategorie: W60+H ↓ |                     |                       |                 |
| 2021                 | Zheng Saisai        | Harmony Tan           | 6:4, 3:6, 6:3   |
| 2022                 | Lucrezia Stefanini  | Marina Bassols Ribera | 3:6, 6:1, 7:63  |
| 2023                 | Petra Marčinko      | Léolia Jeanjean       | 6:4, 6:1        |
| ↓ Kategorie: W100 ↓  |                     |                       |                 |
| 2024                 | Alina Kornejewa     | Anastassija Sacharowa | 6:1, 6:4        |

### Doppel
| Jahr                 | Siegerinnen                         | Finalgegnerinnen               | Ergebnis         |
| -------------------- | ----------------------------------- | ------------------------------ | ---------------- |
| ↓ Kategorie: W60 ↓   |                                     |                                |                  |
| 2019                 | Jessika Ponchet Isabella Schinikowa | Anna Danilina Vivian Heisen    | 6:1, 6:3         |
| 2020                 | abgesagt                            | abgesagt                       | abgesagt         |
| ↓ Kategorie: W60+H ↓ |                                     |                                |                  |
| 2021                 | Momoko Kobori Hiroko Kuwata         | Alicia Barnett Olivia Nicholls | 7:65, 7:62       |
| 2022                 | Adriana Reami Anna Rogers           | Elysia Bolton Jamie Loeb       | 6:4, 7:5         |
| 2023                 | Francisca Jorge Matilde Jorge       | Ashley Lahey Tian Fangran      | 6:1, 2:6, [10:7] |
| ↓ Kategorie: W100 ↓  |                                     |                                |                  |
| 2024                 | Jodie Burrage Anastassija Tichonowa | Francisca Jorge Matilde Jorge  | 7:63, 6:4        |

## Quelle
- ITF Homepage